# میکولاش دزوریندا
میکولاش دزوریندا (انگلیسی: Mikuláš Dzurinda؛ زادهٔ ۴ فوریهٔ ۱۹۵۵) یک سیاست‌مدار اهل اسلواکی است.وی از اکتبر ۱۹۹۸ تا ژوئیه ۲۰۰۶ نخست‌وزیر این کشور بود.
وی همچنین بنیانگذار و رهبر حزب ائتلاف دموکراتیک اسلواکی (SDK) و حزب دموکرات اتحادیه دموکراتیک-مسیحی اسلواکی (SDKU-DS) است.